# 大海賊
大海賊（だいかいぞく）は、英知出版が1987年から1990年まで発行していたアイドル雑誌。
創刊号は1987年10月号で『べっぴん』誌の増刊という位置づけだった。競合関係にあった雑誌は学研の『BOMB!』であるが、まだメジャーになっていない未発掘の新進アイドルを前面に押し出して、『BOMB!』との違いを際だたせていた。創刊から強くプッシュされたアイドルは、元おニャン子クラブの五味岡たまきであり、その後も中野みゆき、増田未亜ら、いわゆる「B級アイドル」を巻頭特集に組むなどしてクローズアップした。高橋由美子にいち早く着目して人気アイドルに押し上げる契機を作るなどの功績がありながらも、おニャン子クラブ解散後の「アイドル冬の時代」に発刊されたこともあり、1990年1月号にて休刊となった。全18刊。
判型はA5判であるが、最終号の『大海賊ファイナル（Beppin1月号増刊）』はAB判で発行されている。

## 巻頭を飾ったアイドル
- 新田まゆみ
- 木原美智子
- 大野幹代
- 増田未亜
- 高橋由美子
- 吉野里亜
- 遠藤美佐子
- 持田真樹
- 大原真琴（大原麻琴）
- 小島聖
- 立花理佐